# Бигорр

Гербовый щит Бигорра

Биго́рр (оксит. Bigòrra, фр. La Bigorre) — в юго-западной Франции пограничная с Испанией местность, в исторической области Гасконь, образует большую часть департамента Верхние Пиренеи. Главный город Тарб.

## История
Древнее графство Бигорр граничило на юге с Арагонией, на западе с Беарном, на севере с графствами Арманьяк и Пардиак, на востоке с Астараком и Маньоаком (фр.), Несте (фр.) и Ором (фр.) и делилось на три части:
- равнину (La plaine, или Rivière-Basse) с городом Тарбом,
- Рустан — у Сан-Севера,
- гористую часть с тремя долинами — Лаведан (фр.), Кампан (фр.) и Бареж (Barèges).

При владычестве римлян там жило аквитанское племя бигеррионов (фр.), их главный город был Турба. Из каменных масс крепости города Бигорра — Castrum Bigerranum — возник позже Тарб.
Когда страна перешла от вестготов к франкам, она образовала до времени Людовика Благочестивого особое графство, владетели которого были вассалами герцогов аквитанских или гиеньских. По поводу спора о наследстве король Филипп IV наложил в 1298 году секвестр на графство и возвёл своего сына Карла Красивого в достоинство графа Бигорра.
Король Эдуард III английский, как герцог гиеньский, отдал в 1368 году землю Жану де Грайли. После вторичного завоевания французами Карл VII подарил графство в 1425 году графу Жану де Грайли де Фуа. Вследствие брака земли Бигорра перешли в 1484 году с графством Беарнским к дому Альбре.
Король Генрих IV получил оба графства в наследство от своей матери и присоединил их в 1607 году к французской короне.